# Dijkshoorn (boek)
Dijkshoorn (2010) is de titel van de eerste bundel met kort proza van Nico Dijkshoorn. De 58 stukken zijn geselecteerd uit een productie van tien jaar.

## Boekverzorging
Het omslagontwerp is van Bureau Beck en toont een foto van de auteur, gemaakt door Titia Hahne. De titelpagina bevat geen opgave van genre, maar op de achterflap staat: '10 jaar Dijkshoorn. Zijn beste verhalen.'

## Voorpublicaties
Tien stukken werden niet eerder gepubliceerd of voorgedragen. De rest verscheen eerder op websites (NU.nl, webwereld.nl, GeenStijl), in kranten (De Pers, de Volkskrant) en in tijdschriften (Johan, Hard gras, Wah-Wah, JFK, OOR), in een vakantieboek (Het Grote GeenStijl Winterboek) en op Twitter.

## Inhoud
De vermelding op de achterflap dat het om verhalen gaat, dekt de lading niet geheel. Zo zijn er ook opgenomen een necrologie over Martin Bril, een op Twitter verschenen reeks tweets over het Songfestival 2009, een op het Oerol Festival voorgelezen persiflage op een toespraak ('Mart Smeets over Oerol') terwijl 'Bob houdt het voor gezien' een reportage is van de negatieve ervaringen met de jeugdopleiding van de voetbalclub AZ, waar de zoon van de auteur twee jaar opgeleid werd en waar ouders zoveel mogelijk geweerd werden. Het fragment 'Truus en Willem, een tragedie' heeft de gedaante van een toneelstuk, met voor het genre kenmerkende elementen als regie-aanwijzingen en decorbeschrijvingen. De personages Willem van Hanegem en zijn ex-vrouw Truus worden als volgt in een lijst van personages vermeld:
PERSONEN:

Willem van Hanegem: oud-voetballer

Truus van Hanegem: ex-vrouw van oud-voetballer

## Bron
Nico Dijkshoorn, Dijkshoorn, vijfde druk, Nieuw Amsterdam Uitgevers, Amsterdam 2010.